# East Village Other
Pour les articles homonymes, voir EVO (homonymie).
L'East Village Other (souvent abrégé en EVO) était un bimensuel underground américain localisé à New York durant les années 1960. Il a été décrit par le New York Times comme « un journal new-yorkais tellement porté à la contre-culture qu'en comparaison, il faisait paraître le Village Voice comme une brochure ecclésiastique »,.
Édité par Walter Bowart, EVO fut l'un des premiers magazines underground à paraître. Il publia de nombreux comix dont ceux de Robert Crumb, Kim Deitch, Trina Robbins, Spain Rodriguez, Gilbert Shelton et Art Spiegelman avant que les comic books underground apparaissent à San Francisco avec le premier numéro de Zap Comix de Robert Crumb.

## Histoire
Le East Village Other est fondé en octobre 1965 par Walter Bowart, Ishmael Reed (qui baptisa le magazine), Allen Katzman, Dan Rattiner, Sherry Needham et John Wilcock. D'abord mensuel il devient ensuite bimensuel.
EVO est l'un des fondateurs du Underground Press Syndicate, un réseau qui permettait à ses membres de s'échanger gratuitement les contenus de chacun.
Les couvertures, à l'origine sont des montages d'inspiration Dada Plus tard des dessins psychédéliques les remplacent.

## Comics
Les premiers EVO proposent les travaux de Bill Beckman, Deitch and Rodriguez, bientôt rejoints par d'autres artistes. Le succès de ces séries amène l'édition de comics au format tabloïd en commençant par Zodiac Mindwarp de Rodriguez. En 1969, EVO publie huit numéro de Gothic Blimp Works, une anthologie de comics au format tabloïd. Vaughn Bodé fonde ce magazine qui publie Bodé, Crumb, Deitch, Robbins, Rodriguez, Spiegelman, Joel Beck, Roger Brand, Ron Haydock, Jay Lynch, Larry Hama, Michael Kaluta, George Metzger, Ralph Reese, Steve Stiles, S. Clay Wilson, Bernie Wrightson and Bhob Stewart (qui fut le second responsable éditorial de Gothic Blimp Works').

## La fin de la revue
Au plus fort de son succès, EVO se vend à 60,000 exemplaires. En 1968, Bowart part pour Tucson fonder  Omen Press. À partir de 1971 le rythme de parution devient irrégulier. En mars 1972, le magazine s'arrête.